# Il passaporto giallo
Il passaporto giallo (The Yellow Ticket) è un film del 1931 diretto da Raoul Walsh.
È un film drammatico statunitense con Elissa Landi, Lionel Barrymore e Laurence Olivier. È basato sul lavoro teatrale The Yellow Ticket di Michael Morton, andato in scena a Broadway il 20 gennaio 1914 all'Eltinge 42nd Street Theatre con John Barrymore.
Il film è il remake di The Yellow Ticket del 1918, diretto da William Parke con Fannie Ward e Warner Oland.

## Trama
Maria Kalish, giovane ebrea che vive a Kiev, è informata che il padre, detenuto per motivi politici a San Pietroburgo, sta morendo. Per poterlo raggiungere l'unico modo che ha è quello di chiedere un passaporto "giallo", che contraddistingue le prostitute e consente loro di girare liberamente in Russia. Maria si adatta a tale umiliazione e chiede ed ottiene tale carta, ma quando arriva a San Pietroburgo il padre è già spirato. Sconvolta dal dolore, dimentica di segnalare la sua presenza e viene arrestata.
Quando è rilasciata, la vergogna le impedisce di tornare a Kiev, e vaga tra molte vicissitudini dovute al suo "status" per l'immensa Russia. Per fortuna incontra Julian Rolphe, giornalista inglese, di cui diventa la segretaria. Le notizie che Maria fornisce a Julian lo fanno diventare un reporter famoso, ma attirano l'attenzione della Polizia zarista che individua la giovane come una spia. Il lascivo Andreiev, capo della Polizia, la fa quindi arrestare, ma poi tenta di approfittare di lei, a questo consente a Maria di ucciderlo e sfuggirgli. Mentre tutto precipita con la scoppio della guerra, lei e Julian riescono a fuggire dalla Russia in aeroplano.

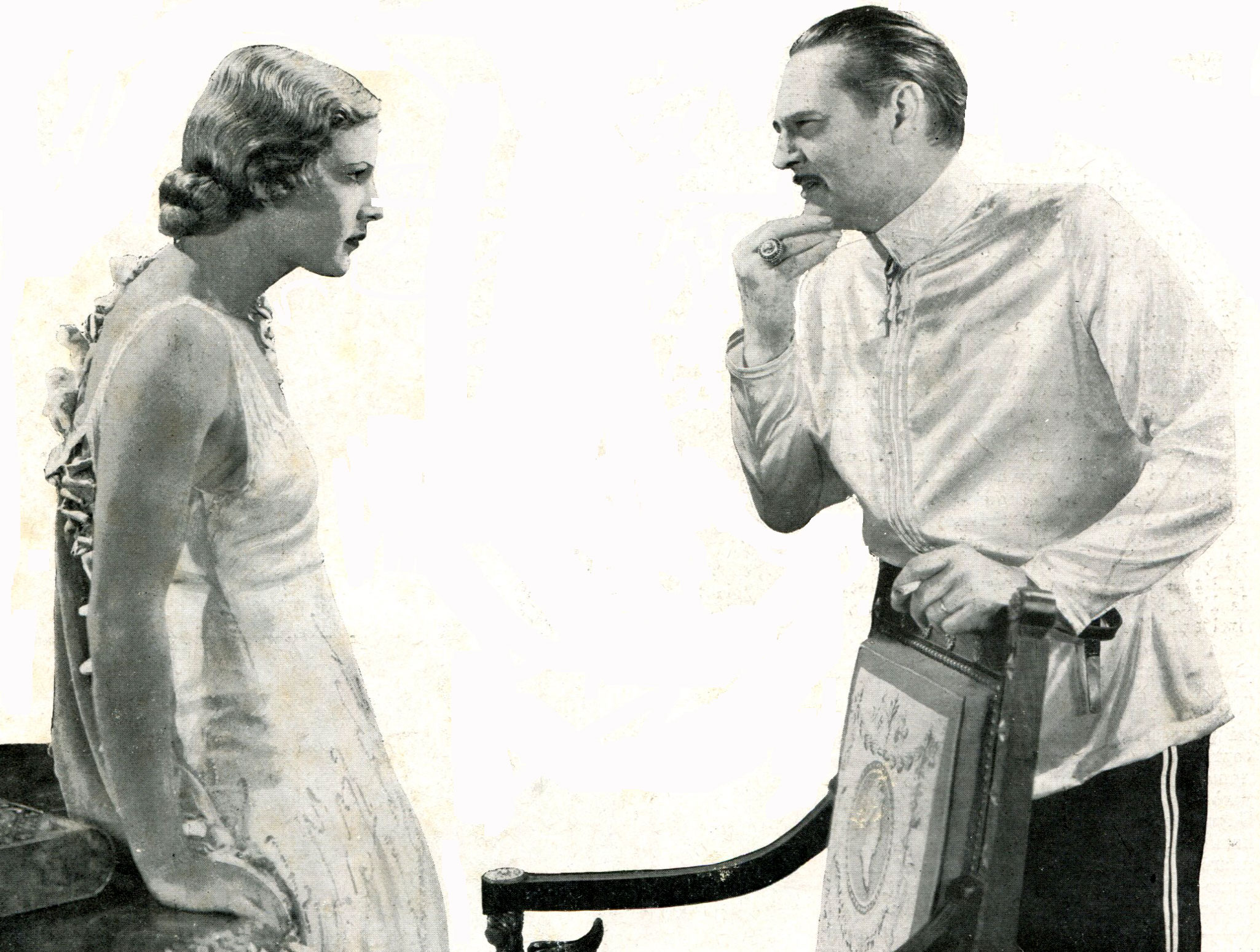
Elissa Landi e Lionel Barrymore

## Produzione
Il film, diretto da Raoul Walsh su una sceneggiatura di Guy Bolton e Jules Furthman e un soggetto di Michael Morton, fu prodotto dallo stesso Walsh per la Fox Film Corporation e girato da metà luglio a fine agosto 1931.

## Distribuzione
Il copyright del film, richiesto dalla Fox Film Corp., fu registrato il 7 ottobre 1931 con il numero LP2595.
Il film fu distribuito con il titolo The Yellow Ticket negli Stati Uniti dal 30 ottobre 1931 dalla Fox Film Corporation.
In Italia, il film ottenne il visto di censura numero 27304.
Altre distribuzioni:
- in Portogallo il 7 novembre 1931 (O Passaporte Maldito)
- in Svezia l'8 febbraio 1932 (Den Gula Biljetten)
- in Finlandia il 16 ottobre 1932 (Keltainen piletti)
- in Italia nel 1932 (Il passaporto giallo)
- in Spagna (El carnet amarillo)
- in Venezuela (El pasaporte amarillo)
- in Grecia (Kitrino diavatirio)
- in Francia (Le passeport jaune)
- nel Regno Unito (The Yellow Passport)
- in Polonia (Zólty bilet)

### Promozione
La tagline è: "Helpless, hopeless, in heartless Russia".